# Nikolái Berzarin
Nikolái Erástovich Berzarin (en ruso: Никола́й Эра́стович Берза́рин; San Petersburgo, Imperio ruso; 19 de marzojul./ 1 de abril de 1904greg. - Berlín, zona de ocupación soviética; 16 de junio de 1945) fue un oficial militar soviético que combatió en las filas del Ejército Rojo durante la Segunda Guerra Mundial donde alcanzó el rango de coronel general (20 de abril de 1945). 
Fue comandante de los ejércitos 27.º, 34.º, 39.º y 5.º de choque. Así mismo fue el primer comandante militar de la ciudad de Berlín, después de la ocupación de la ciudad por las tropas soviéticas, y jefe de la guarnición de Berlín (24 de abril de 1945-16 de junio de 1945). El 6 de abril de 1945 recibió la máxima condecoración de la Unión Soviética el título honorífico de Héroe de la Unión Soviética.

## Biografía

### Infancia y juventud
Nikolái Berzarin nació el 1 de abril de 1904 en San Petersburgo, gobernación de San Petersburgo, en esa época parte del Imperio ruso, en el seno de una familia de un trabajador y una costurera. Nikolái, su hermano y sus tres hermanas se quedaron sin padres muy pronto: su padre murió en 1917 y su madre en 1918. En 1913 ingresó en los cursos nocturnos en la escuela primaria de Petrogrado, mientras trabajaba como peón en el puerto de la ciudad. donde se graduó de educación con una especialidad en encuadernador.
El 14 de octubre de 1918, Berzarin se alistó voluntario en el Ejército Rojo y luchó en el Frente Norte contra la Guardia Blanca y las tropas británicas. Luego sirvió en el área de combate de Petrogrado. En 1921 participó en la represión del levantamiento de Kronstadt y en el puesto de asistente del jefe del equipo de ametralladoras y del comandante de pelotón, en la derrota de los destacamentos rebeldes en la región de Amur, en Siberia (1924). En 1923 se graduó de los cursos de personal de comando de infantería de Petrogrado.
Miembro del Komsomol (desde 1922). Miembro del PCUS (b) (desde 1926). Desde marzo de 1924, estuvo al mando de un pelotón de la escuela de regimiento del 5.º Regimiento de Fusileros de Amur de la 2.ª División de Fusileros de Amur.

### Período de entreguerras
En 1925 se casó con Natalia Prosinyuk, empleada de una caja de ahorros; fruto de ese matrimonio tuvieron dos hijas: Larisa (1926) e Irina (1938).
En 1925, se graduó de los cursos de actualización de táctica de rifle para el personal de mando del Ejército Rojo que lleva el nombre de Comintern, luego comandó un pelotón de una escuela de regimiento en el 5.º Regimiento de Fusileros de Amur de la 2.ª División de Amur. En 1927 se graduó en los cursos avanzados del personal de mando del Distrito Militar de Siberia (Omsk), posteriormente se quedó para enseñar como comandante de dichos cursos. En 1929, participa activamente en el Conflicto sino-soviético en el Ferrocarril del Este de China, después de lo cual continúa sirviendo en el Lejano Oriente durante muchos años.
En 1931, fue nombrado comandante de una compañía de entrenamiento en la escuela de infantería de Irkutsk. En 1932, secretario ejecutivo de la oficina del partido de los cursos de Irkutsk para entrenar a los comandantes de infantería. Desde 1933 se desempeñó como jefe asistente del departamento de entrenamiento de combate de la sede del Ejército Especial Bandera Roja del Lejano Oriente (OKDVA) en Jabárovsk.
Desde febrero de 1935, ejerció como comandante del 77.° Regimiento de Fusileros de la de la 26.ª División de Fusileros de Novgorod. En agosto de 1937, fue nombrado jefe del segundo departamento del cuartel general del grupo de fuerzas Primorski del OKDVA.
En julio-agosto de 1938, comandó la 32.ª División de Fusileros del OKDVA, con dicha división combatió contra los japoneses en la batalla del lago Jasán. A principios de 1939, Berzarín asumió el cargo de comandante del 59.° Cuerpo de Fusileros del OKDVA, a mediados de 1940, subcomandante del 1.er Ejército Bandera Roja del Frente del Lejano Oriente, en el mismo año se le concedió el rango militar de mayor general. En mayo de 1941, fue nombrado comandante del 27.º Ejército del Distrito Militar Especial del Báltico.

### Segunda Guerra Mundial
Después de la invasión alemana de la Unión Soviética el 27.º Ejército de Berzarin fue asignado al Frente del Noroeste, al mando del teniente general Fiódor Kuznetsov, desplegado en los países bálticos, el ejército libró fuertes batallas defensivas en la región de Daugavpils, en las direcciones de Jolm (actual Chełm), y luego en Demiansk. A principios de octubre, las formaciones del ejército detuvieron la ofensiva de las tropas alemanas en la línea de los lagos Velje y Seliguer.
A partir de diciembre de 1941, estuvo al mando del 34.º Ejército del Frente del Noroeste; con dicho ejército participó en la operación Demiansk en 1942. Desde octubre de 1942 fue subcomandante del 61.º Ejército, en marzo de 1943 fue nombrado subcomandante del 20.º Ejército. Desde el 4 de enero de 1943 - Comandante del 20.º Ejército en el Frente Oeste, que se distinguió en batallas contra el enemigo en la cabeza de puente Rzhev-Viazma y en la operación Rzhev-Vyazemsk de 1943. En marzo de 1943, fue gravemente herido cerca de Viazma, después de lo cual estuvo en un hospital militar hasta agosto de 1943.
En septiembre de 1943, fue nombrado Comandante del 39.º Ejército en los Frentes Oeste, Kalinin y Primer Frente Báltico. Participó en las batallas ofensivas de invierno de 1943-1944 en la dirección de Vítebsk (operación ofensiva de Vítebsk). El 30 de mayo de 1944, fue nombrado comandante del 5.° Ejército de Choque perteneciente al Tercer Frente Ucraniano. En octubre de 1944. participó en la Segunda Ofensiva de Jassy-Kishinev, donde su ejército liberó la ciudad de Chisináu y obligó a Rumanía a abandonar su alianza con la Alemania nazi y unirse a los aliados.
En la ofensiva del Vístula-Óder (ya integrado en el Primer Frente Bielorruso del mariscal Zhukov), el ejército de Berzarin tuvo un destacado papel al romper las líneas de defensa alemanas en la cabeza de puente de Magnuszew, una vez que el 5.° Ejército de Choque abrió una brecha en las defensa alemanas, el Alto Mando soviético ordenó que el 2.º Ejército de Tanques de Guardias de Semión Bogdanov, avanzara a través de dicha brecha, en la retaguardia alemana, mientras el 5.° Ejército de Choque de Berzarín debía avanzar hacia el oeste destruyendo en el proceso, las tropas alemanes que hubieran sido dejadas atrás por el avance de las únidades blindadas de vanguardia del 2.º Ejército de Tanques de Guardias.
El 2.º Ejército de Tanques de la Guardia y el 5.º Ejército de Choque alcanzaron el Óder sin encontrar apenas resistencia; una unidad del 5.º Ejército de Choque acaudillada por Nikolái Berzarin incluso cruzó el río congelado y capturó la ciudad de Kienitz  la mañana del domingo, 31 de enero. La Cancillería del Reich estaba a tan solo sesenta kilómetros de distancia.
En marzo de 1945, el avance soviético hacia Berlín se había detenido a lo largo del río Óder, sin embargo el Primer Frente Ucraniano del mariscal Zhukov había ocupado dos cabezas de puente alrededor de Küstrin (el 5.° Ejército de Choque de Berzarin al norte y el 8.º Ejército de Guardias de Chuikov al sur) unos ochenta kilómetros al este de Berlín. Zhukov quería ocupar Küstrin para de esa forma preparar una amplia zona donde estacionar sus ejércitos para la futura Batalla de Berlín. Mientras tanto, Hitler había decidido lanzar una contraofensiva contra la bolsa sur de Chuikov.
El 22 de marzo, la 25.º División Panzergrenadier recibió órdenes de retirarse de la zona de Küstrin, para reforzar el proyectado contraataque alemán, dejando el corredor de Küstrin completamente desprotegido, circunstancia que inmediatamente aprovecharon el 5.° Ejército de Choque de Berzarin y el 8.º Ejército de Guardias de Chuikov para aislar la guarnición de la fortaleza de Küstrin.
El 27 de marzo, el 9.º Ejército alemán lanzó el proyectado contraataque, con cuatro divisiones desde Fráncfort del Óder, contra el flanco sur del  8.º Ejército de Guardias de Chuikov sorprendiendo a los soviéticos y alcanzando los arrabales de Küstrin. Sin embargo, Chuikov se recuperó rápidamente de la sorpresa inicial y los alemanes fueron diezmados en campo abierto, por la artillería y la aviación soviética, viéndose obligados a retirarse a sus posiciones iniciales tras sufrir fuertes bajas.

#### Batalla de Berlín

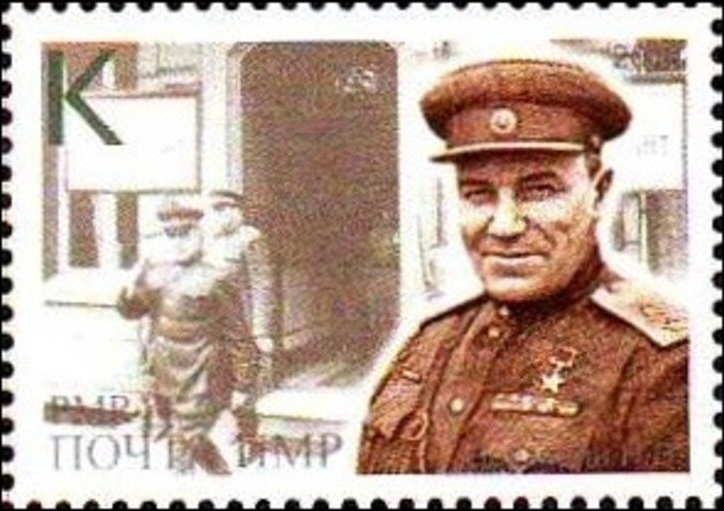
Berzarin en un sello de 2019 de Transnistria

El 16 de abril de 1945, comenzó la última gran ofensiva de la Segunda Guerra Mundial, la Batalla de Berlín. ese día de madrugada, 8983 piezas de artillería iniciaron una intensa preparación artillería contra la primera línea de trincheras alemana, después y procedentes de la cabeza de puente de Küstrin comenzaron a avanzar el 8.º Ejército de Guardias de Chuikov situado a la izquierda y el 5.° Ejército de Choque de Berzarin, a la derecha su cometido era abrir una brecha en las líneas de defensa alemanas para que pudiera avanzar, a través de dicha brecha, las unidades blindadas del 1.er Ejército de Tanques de Guardias al mando de Mijaíl Katukov y del 2.º Ejército de Tanques de Guardias de Semión Bogdanov. Tras una intensa y desesperada resistencia alemana, Berzarin rompió las defensas alemanas en la zona de los altos de Seelow, entre las poblaciones de Wriezen y Seelow. Después de que los soldados de la 9.º División de Paracaidistas hubieran abandonado sus posiciones y huido. El 19 de abril el 5.° Ejército de Choque de Berzarin llegó a las afueras de Strausberg a apenas treinta kilómetros de Berlín. Entre el 19 y el 20 de abril, el 9.º Ejército alemán desplegado al este de Berlín a lo largo del Óder comenzó a disgregarse e inició una caótica retirada en dirección a Berlín.
El 21 de abril, una batería de artillería de la 266.º División de Fusileros del 5.° Ejército de Choque de Berzarin se convirtió en una de las primeras en bombardear Berlín.

Ante nosotros se extendía una enorme ciudad -escribió el sargento Nikolái Vasiliev-. Una sensación de alegría y exaltación nos invadió. Aquella era la última posición enemiga, y la hora de la venganza había llegado al fin. Ni siquiera nos dimos cuenta de un coche que se detenía a nuestro lado. De él bajó nuestro comandante, el general Berzarin. dio una orden a nuestro oficial en jefeː "Blancoː los nazis en Berlín. ¡Abran fuegoǃ" La batería comenzó a disparar proyectiles sobre los que habíamos escritoː "Por Stalingrado", "Por Ucrania", "Por los huérfanos y las viudas" y "Por las lágrimas derramadas por nuestras madres"

Después de la toma de Berlín, Berzarin comentó que los aliados occidentales habían descargado sobre la ciudad en dos años de continuos bombarderos sesenta y cinco mil toneladas de explosivos, el Ejército Rojo en cambio cuarenta mil toneladas en solo dos semanas.
Una vez que las tropas de Berzarin alcanzaron los suburbios más orientales de Berlín al 5.° Ejército de Choque, se le encomendó una misión de combate de particular importancia: apoderarse del área. de las dependencias gubernamentales ubicadas en el centro de la ciudad, incluida la Cancillería del Reich donde estaba la sede de Hitler. El 2 de mayo de 1945, finalmente, las tropas de Berzarin ocuparon las ruinas de la otrora imponente cancillería del Reich, para entonces ya prácticamente vacías, puesto que los principales colaboradores y ayudantes de Hitler así como las tropas de guarnición habían tomado parte en la fuga de la noche anterior, los únicos ocupantes de la cancillería eran los médicos, enfermeras y heridos que se hallaban refugiados en los sótanos.

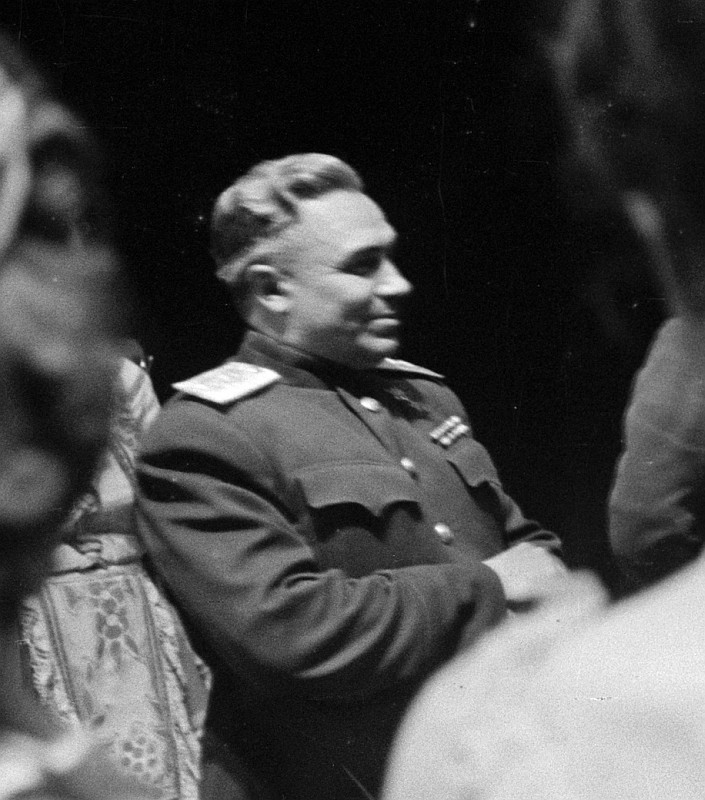
Nikolái Berzarin en 1945 cuando era comandante de la ciudad de Berlín

### Comandante de Berlín
El 24 de abril de 1945, el mariscal Zhúkov designa al general Berzarin como el primer comandante militar y jefe de la guarnición soviética de Berlín. En el siglo XVIII, el mariscal Aleksandr Suvórov había insistido en que el comandante del primer ejército que entrase en una ciudad debía convertirse en el comandante de la guarnición, y el Ejército Rojo mantenía esta tradición de la época imperial.

Teniendo en cuenta el exitoso avance del 5.° Ejército de Choque, así como las cualidades personales particularmente sobresalientes de su comandante, Héroe de la Unión Soviética, el coronel general Nikolái Berzarín, el 24 de abril, el comando lo nombró el primer comandante y jefe de la guarnición soviética de Berlín.
Mariscal de la Unión Soviética Gueorgui Zhúkov.

El 28 de abril de 1945, se publicó la Orden N.º 1, firmada por Berzarin, «Sobre la transferencia de todo el poder en Berlín a manos de la oficina del comandante militar soviético». La oficina del comandante de la ciudad estaba ubicada en el área de Lichtenberg, mientras que el cuartel general de la guarnición soviética, que también estaba subordinada a él, estaba en el área de Karlshorst.
Como comandante de la ciudad, su principal prioridad consistía en el restablecimiento del orden prohibiendo saqueos y destrucciones, crea la policía de la ciudad, y da órdenes a todos los funcionarios alemanes de que regresen inmediatamente a sus puestos de trabajo, con el fin de garantizar el suministro de alimentos, gas y electricidad a la población civil alemana, así mismo se preocupa por la revitalización de la vida cultural de la ciudad. El 17 de mayo, nombró a Arthur Werner el primer alcalde de Berlín de la posguerra, el cual presidió un gobierno completamente civil. El 11 de mayo, el rabino del Ejército Rojo celebró el primer oficio religioso judío en la sinagoga del hospital judío de Berlín.
En un claro contraste con el comportamiento de las tropas alemanas en la Unión Soviética donde, por ejemplo, el Generalfeldmarschall Walther von Reichenau, comandante del Grupo de Ejércitos Sur, había dictado la Orden de la Severidad que prohibía «Alimentar a los residentes locales y a los prisioneros de guerra que no están al servicio de la Wehrmacht en las cocinas militares es una humanidad tan incomprendida como regalar cigarrillos y pan. Lo que a la patria le falta con gran renuncia, lo que la dirección saca adelante con mucha dificultad, el soldado no debe darlo al enemigo, ni siquiera si proviene del botín. Es una parte necesaria de nuestro cuidado». Berzarin ordenó establecer una serie de cocinas de campaña donde el Ejército Rojo hizo grandes esfuerzos para dar de comer a la población civil alemana. El propio general Berzarin, que salió a la calle para charlar con los civiles alemanes que hacían cola frente a las cocinas de campaña soviéticas, se convirtió rápidamente en un héroe popular para los berlineses, consideración que ya gozaba entre sus propias tropas. Su muerte en un accidente de moto provocado por el conductor de un camión soviético ebrio fue un duro golpe para los civiles de Berlín.
Nikolái Berzarin estuvo en el puesto de comandante de Berlín durante únicamente 54 días. Fue enterrado en Moscú en el cementerio Novodévichi (sección 4)

## Conmemoraciones

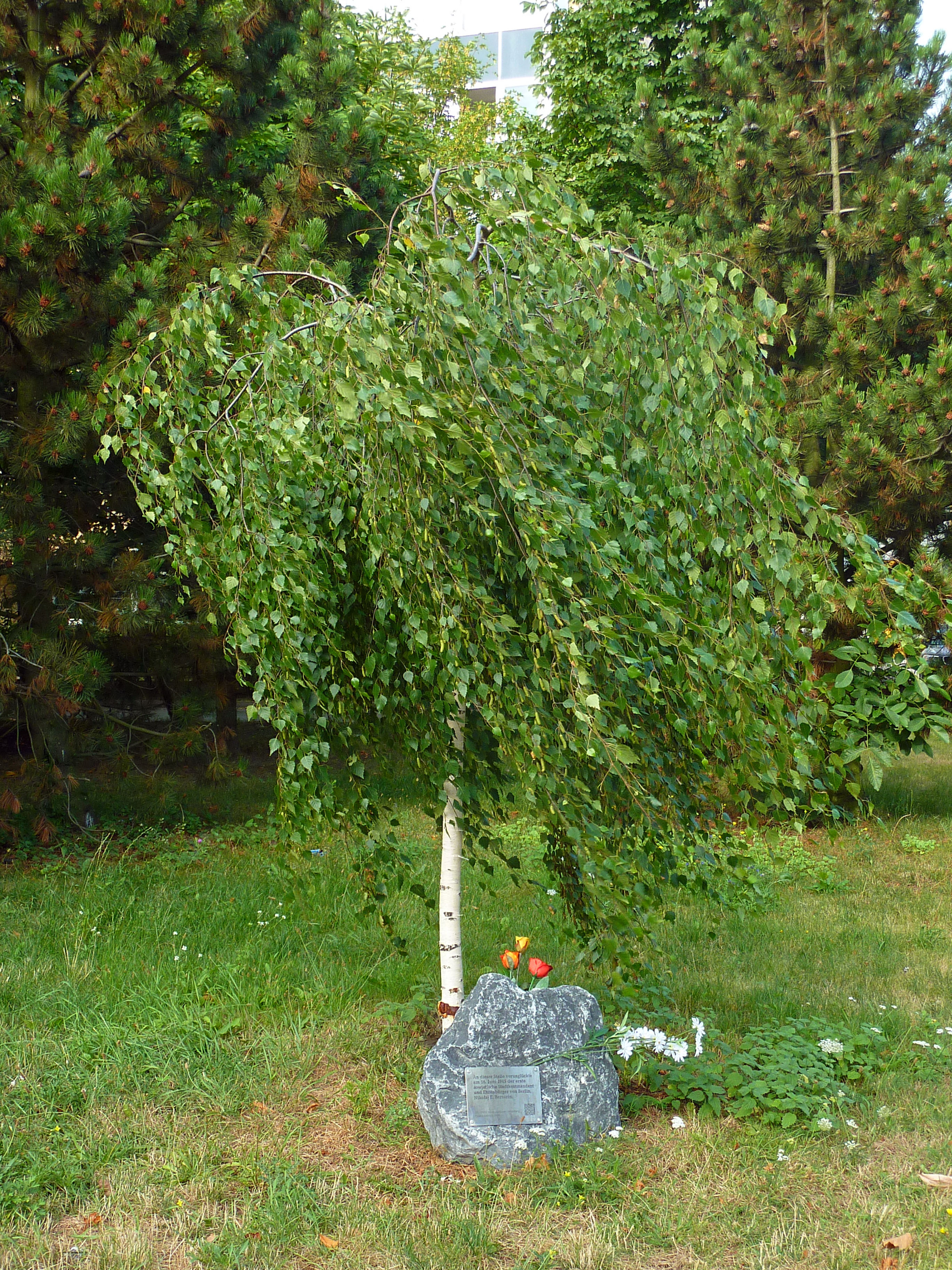
Piedra conmemorativa que marca el sitio de su accidente de motocicleta

En 1975, Berzarin recibió póstumamente la ciudadanía honoraria de Berlín Oriental. Después de la reunificación alemana, el Senado de Berlín lo retiró formalmente de la lista de ciudadanos honorarios en 1992.
Tras una resolución del parlamento de la Abgeordnetenhaus de Berlín, recuperó su ciudadanía honoraria en 2003, en vista de sus méritos en cuanto a la ayuda que brindó a la población local inmediatamente después del final de la batalla de Berlín. Los detractores de la nueva adjudicación afirmaron que Berzarin era un estalinista y estaba involucrado en crímenes de guerra soviéticos siendo responsable de la deportación de 47.000 bálticos en 1940. Sin embargo, estas acusaciones se demostraron falsas más tarde, ya que Berzarin estaba desplegado en Vladivostok en ese momento.
Entre 1947 y 1991, Petersburger Straße en Berlín-Friedrichshain, un tramo de la carretera de circunvalación interior, recibió el nombre de Bersarinstraße en su honor, la rotonda de Bersarinplatz lleva su nombre hasta la actualidad. En abril de 2005, un puente de carretera en Berlín-Marzahn recibió el nombre de Berzarin, en el área donde su ejército llegó a los límites de la ciudad de Berlín en 1945. Un abedul plantado en 2005 y una piedra conmemorativa marcan el (presunto) sitio de su accidente de motocicleta.

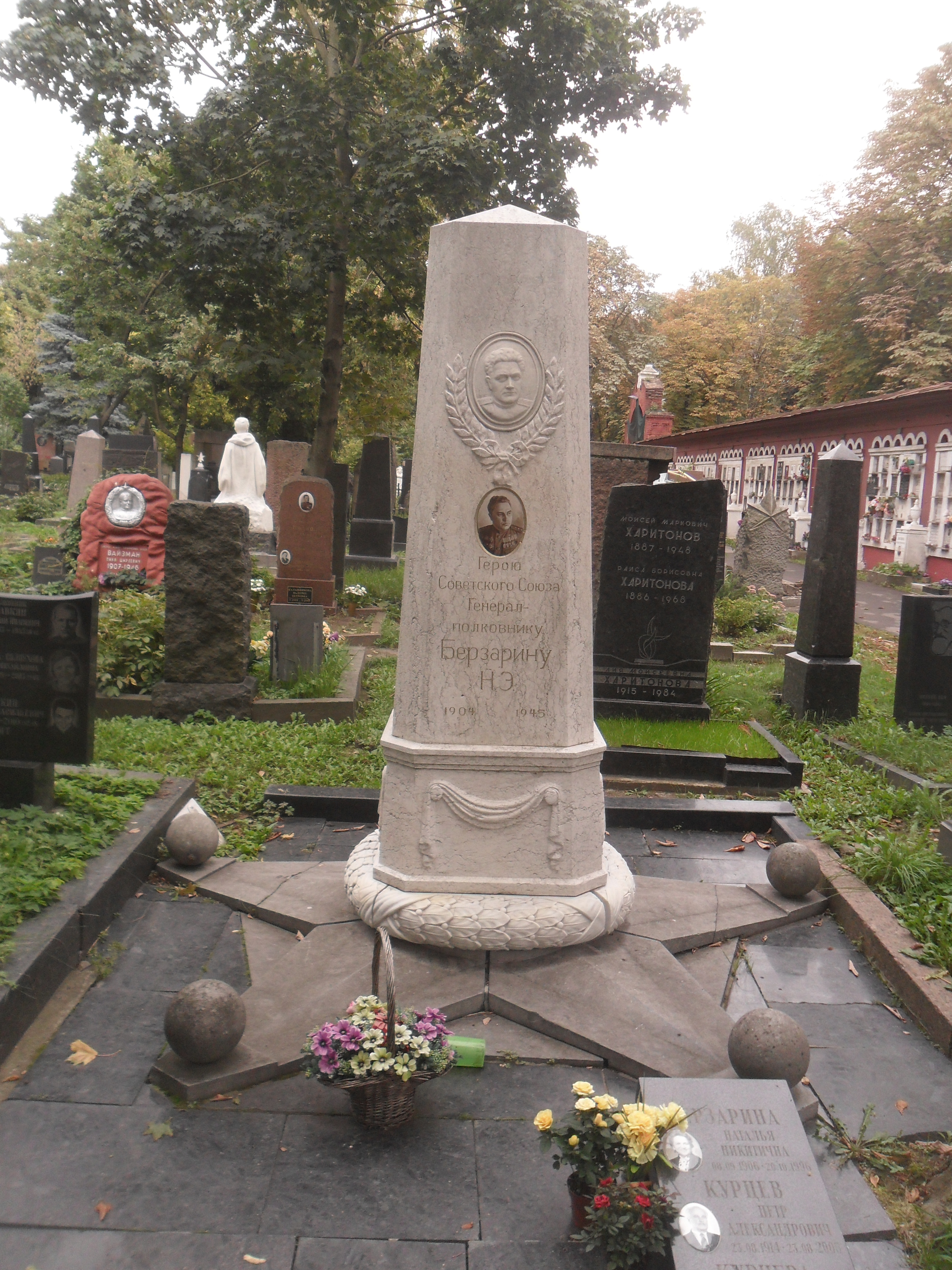
Tumba de Nikolái Berzarin en el cementerio Novodévichi en Moscú.

## Promociones
- Mayor (17 de febrero de 1936)
- Coronel (15 de junio de 1937)
- Kombrig (31 de diciembre de 1938)
- Mayor general (4 de junio de 1940)
- Teniente general (28 de abril de 1943)
- Coronel general (20 de abril de 1945)[24]

## Condecoraciones
A lo largo de su carrera militar, Nikolái Berzarin recibió las siguientes condecoraciones
|  | Héroe de la Unión Soviética (n.º 5656; 6 de abril de 1945)                          |
|  | Orden de Lenin, dos veces (21 de febrero de 1945, 6 de abril de 1945)               |
|  | Orden de la Bandera Roja, dos veces (25 de octubre de 1938, 3 de noviembre de 1944) |
|  | Orden de Suvórov de 1.er grado (9 de abril de 1943, 29 de mayo de 1945)             |
|  | Orden de Kutúzov de 1.er grado (22 de septiembre de 1943)                           |
|  | Orden de Bohdán Jmelnitski de 1.er grado (13 de septiembre de 1944)                 |
|  | Orden de la Estrella Roja (22 de febrero de 1941)                                   |
|  | Medalla del 20.º Aniversario del Ejército Rojo de Obreros y Campesinos              |
|  | Medalla por la Defensa de Moscú                                                     |
|  | Medalla por la Liberación de Varsovia                                               |
|  | Medalla por la Conquista de Berlín                                                  |
|  | Medalla por la Victoria sobre Alemania en la Gran Guerra Patria 1941-1945           |
|  | Comandante de la Legión de Honor (9 de mayo de 1945; Francia)                       |